# Bergerac, Dordogne
Bergerac là một xã trong tỉnh Dordogne, thuộc vùng Nouvelle-Aquitaine của nước Pháp, có dân số là 26.053 người (thời điểm 1999).

## Khí hậu
| Dữ liệu khí hậu của Bergerac, Dordogne (1981–2010) | Dữ liệu khí hậu của Bergerac, Dordogne (1981–2010) | Dữ liệu khí hậu của Bergerac, Dordogne (1981–2010) | Dữ liệu khí hậu của Bergerac, Dordogne (1981–2010) | Dữ liệu khí hậu của Bergerac, Dordogne (1981–2010) | Dữ liệu khí hậu của Bergerac, Dordogne (1981–2010) | Dữ liệu khí hậu của Bergerac, Dordogne (1981–2010) | Dữ liệu khí hậu của Bergerac, Dordogne (1981–2010) | Dữ liệu khí hậu của Bergerac, Dordogne (1981–2010) | Dữ liệu khí hậu của Bergerac, Dordogne (1981–2010) | Dữ liệu khí hậu của Bergerac, Dordogne (1981–2010) | Dữ liệu khí hậu của Bergerac, Dordogne (1981–2010) | Dữ liệu khí hậu của Bergerac, Dordogne (1981–2010) | Dữ liệu khí hậu của Bergerac, Dordogne (1981–2010) |
| Tháng                                              | 1                                                  | 2                                                  | 3                                                  | 4                                                  | 5                                                  | 6                                                  | 7                                                  | 8                                                  | 9                                                  | 10                                                 | 11                                                 | 12                                                 | Năm                                                |
| -------------------------------------------------- | -------------------------------------------------- | -------------------------------------------------- | -------------------------------------------------- | -------------------------------------------------- | -------------------------------------------------- | -------------------------------------------------- | -------------------------------------------------- | -------------------------------------------------- | -------------------------------------------------- | -------------------------------------------------- | -------------------------------------------------- | -------------------------------------------------- | -------------------------------------------------- |
| Cao kỉ lục °C (°F)                                 | 19.1 (66.4)                                        | 23.2 (73.8)                                        | 26.6 (79.9)                                        | 29.7 (85.5)                                        | 33.2 (91.8)                                        | 38.2 (100.8)                                       | 38.7 (101.7)                                       | 41.1 (106.0)                                       | 37.5 (99.5)                                        | 31.5 (88.7)                                        | 24.8 (76.6)                                        | 20.0 (68.0)                                        | 41.1 (106.0)                                       |
| Trung bình ngày tối đa °C (°F)                     | 9.5 (49.1)                                         | 11.5 (52.7)                                        | 15.0 (59.0)                                        | 17.5 (63.5)                                        | 21.5 (70.7)                                        | 25.1 (77.2)                                        | 27.5 (81.5)                                        | 27.6 (81.7)                                        | 24.2 (75.6)                                        | 19.5 (67.1)                                        | 13.3 (55.9)                                        | 9.9 (49.8)                                         | 18.5 (65.3)                                        |
| Tối thiểu trung bình ngày °C (°F)                  | 1.5 (34.7)                                         | 1.4 (34.5)                                         | 3.4 (38.1)                                         | 5.7 (42.3)                                         | 9.6 (49.3)                                         | 12.7 (54.9)                                        | 14.4 (57.9)                                        | 14.0 (57.2)                                        | 10.9 (51.6)                                        | 8.6 (47.5)                                         | 4.4 (39.9)                                         | 2.1 (35.8)                                         | 7.4 (45.3)                                         |
| Thấp kỉ lục °C (°F)                                | −10.5 (13.1)                                       | −17.1 (1.2)                                        | −12.0 (10.4)                                       | −4.2 (24.4)                                        | −0.7 (30.7)                                        | 2.9 (37.2)                                         | 6.7 (44.1)                                         | 4.8 (40.6)                                         | 1.2 (34.2)                                         | −5.5 (22.1)                                        | −9.8 (14.4)                                        | −12.4 (9.7)                                        | −17.1 (1.2)                                        |
| Lượng Giáng thủy trung bình mm (inches)            | 65.7 (2.59)                                        | 56.0 (2.20)                                        | 56.7 (2.23)                                        | 76.3 (3.00)                                        | 75.9 (2.99)                                        | 59.8 (2.35)                                        | 54.6 (2.15)                                        | 63.4 (2.50)                                        | 63.8 (2.51)                                        | 76.1 (3.00)                                        | 72.5 (2.85)                                        | 79.9 (3.15)                                        | 800.7 (31.52)                                      |
| Số ngày giáng thủy trung bình                      | 11.4                                               | 9.0                                                | 9.5                                                | 12.2                                               | 9.8                                                | 8.5                                                | 7.3                                                | 7.5                                                | 8.5                                                | 9.5                                                | 10.9                                               | 10.3                                               | 114.4                                              |
| Số giờ nắng trung bình tháng                       | 85.4                                               | 111.3                                              | 167.4                                              | 178.0                                              | 210.8                                              | 231.7                                              | 248.0                                              | 240.2                                              | 199.3                                              | 136.9                                              | 88.7                                               | 78.2                                               | 1.976                                              |
| Nguồn: Météo France                                |                                                    |                                                    |                                                    |                                                    |                                                    |                                                    |                                                    |                                                    |                                                    |                                                    |                                                    |                                                    |                                                    |